# Lena Haselmann
Lena Haselmann (* 1983 in Heidelberg) ist eine deutsch-norwegische Opern-, Lied- und Konzertsängerin (Mezzosopran). Bekannt wurde sie u. a. durch Engagements an der Staatsoper unter den Linden und dem Teatro alla Scala.

## Leben
Haselmann wuchs in Neckargemünd auf und studierte Gesang und Gesangspädagogik an der Staatlichen Hochschule für Musik und Darstellende Kunst Mannheim und an der Musikhochschule Nürnberg-Augsburg. Im Folgenden konzentrierte sie sich vor allem auf die Interpretation von Liedkompositionen aus dem skandinavischen Raum sowie von zeitgenössischen Werken. Sie promovierte an der Staatlichen Hochschule für Musik und Darstellende Kunst Mannheim über die Professionalisierung der Musikausbildung in Norwegen.

## Auswahl an Engagements
- Salvatore Sciarrino: Luci mie traditrici, als L’ospite, Teatro Comunale in Bologna, 2016.[6]
- Salvatore Sciarrino: Ti vedo ti sento mi perdo, als Chiappina, in Teatro alla Scala/Staatsoper unter den Linden, 2017/2018.[2]
- Georges Bizet: Carmen, als Mércèdes, Dänische Nationaloper, 2019.[7]
- Leonard Bernstein: Candide, als Paquette, Hessisches Staatstheater Wiesbaden, 2019.[8]
- Wolfgang Amadeus Mozart: La clemenza di Tito, als Annio, Hessisches Staatstheater Wiesbaden, 2019.[9]
- Wolfgang Amadeus Mozart: Die Zauberflöte, als Papagena, Hessisches Staatstheater Wiesbaden, 2023.[10]

## Lehre
Von 2016 bis 2019 war sie Dozentin für Gesang und Fachdidaktik Gesang an der Hochschule für Musik Saar. Von 2019 bis 2022 war sie Professorin für klassischen Gesang am Institut für Musik der Hochschule Osnabrück. Seit 2022 lehrt sie als Professorin für Gesang und Stimmbildung an der Hochschule für Musik Franz Liszt Weimar.

## Publikationen
- Agathe Backer Grøndahl – von Norwegen nach Berlin: Professionelle Musikausbildung im 19. Jahrhundert. 2018. Internationale Hochschulschriften Band 641.[5]
- „Dat soll auch nicht jehen, dat soll fahren“: norwegische Künstlerinnen in Berlin. 2019. Nordeuropa-Institut der Humboldt-Universität.[13]
- Durchlöcherte Traditionen - Kammermusik im 20. Jahrhundert. 2015. Betont.[1][14]
- Rastlose Lieder – Werke norwegischer Komponistinnen. 2017. Betont.[15]